# Suchdol (Kutná Hora-i járás)
Suchdol település Csehországban, a Kutná Hora-i járásban. Suchdol Rašovice, Bečváry, Ratboř, Červené Pečky, Kořenice, Miskovice, Onomyšl és Vidice településekkel határos. Lakosainak száma 1124 fő (2024. január 1.).

## Népesség
A település lakosságának változását az alábbi diagram mutatja:
| Lakosok száma | 1493 | 1580 | 1518 | 1160 | 1065 | 1048 | 1116 | 1120 | 1110 | 1124 |
|               | 1869 | 1890 | 1921 | 1950 | 1980 | 2001 | 2017 | 2019 | 2022 | 2024 |